# Puma GT
El Puma GT fue un automóvil deportivo fabricado en Brasil y Sudáfrica, siendo el primer modelo producido con la marca brasileña Puma. En su período inicial de fabricación, en 1967, utilizó chasis y mecánica de origen DKW. Por esta razón los primeros Pumas fueron conocidos posteriormente como Puma DKW. La Puma Veículos e Motores Ltda produjo aproximadamente 170 de estos automóviles, y estableció un concepto que utilizó hasta 1985: proyectar y fabricar carrocerías en fibra de vidrio, montar estas carrocerías sobre la plataforma de un vehículo de calle, con motor y suspensión modificadas para un mejor desempeño y agregar un acabado compatible con un coche de propuesta deportiva. Este concepto, lejos de mantener el automóvil en producción durante 20 años, posibilitó la creación de un fabricante brasileño de automóviles y camiones.
Con el fin de las actividades de Vemag, el Puma GT pasó a tener, a partir de 1968, el chasis del Karmann Ghia y mecánica de Volkswagen. Esta segunda versión del Puma GT, la versión 1500 conocida como P2, fue fabricada entre marzo de 1968 y 1970, también con motor y suspensión modificados para un mejor desempeño y una carrocería completamente rediseñada y más moderna. El modelo estaba inspirado en el Lamborghini Miura. Este automóvil inauguró las líneas generales de los "Puminhas" que fueron mantenidas hasta el final de su producción en 1995.
Actualmente la designación Puma GT muchas veces es aplicada equivocadamente a todos los Pumas con mecánica Volkswagen, los “Puminhas”. Los Pumas GT de segunda generación y los primeros GTE son llamados “Puma Tubarão”.
En 1968, fueron producidos 151 coches y en 1969, la producción casi fue duplicada. En 1970, comenzó la exportación del Puma a Europa, siendo expuesto en la ciudad española de Sevilla. Ese mismo año fue presentada una nueva versión del Puma: el Puma GTE. Este coche pasó a equiparse con motores de 1600 cm³, todos de origen Volkswagen.
En 1971, el Puma presentó una nueva variante en su gama de carrozados: fue presentado el Puma GTS, la versión Spider (cabriolet) del Puma GT. Se trataba de un convertible con techo de lona o capota dura, aunque esta última opción fue la menos aceptada por el público.